# Inglés paquistaní

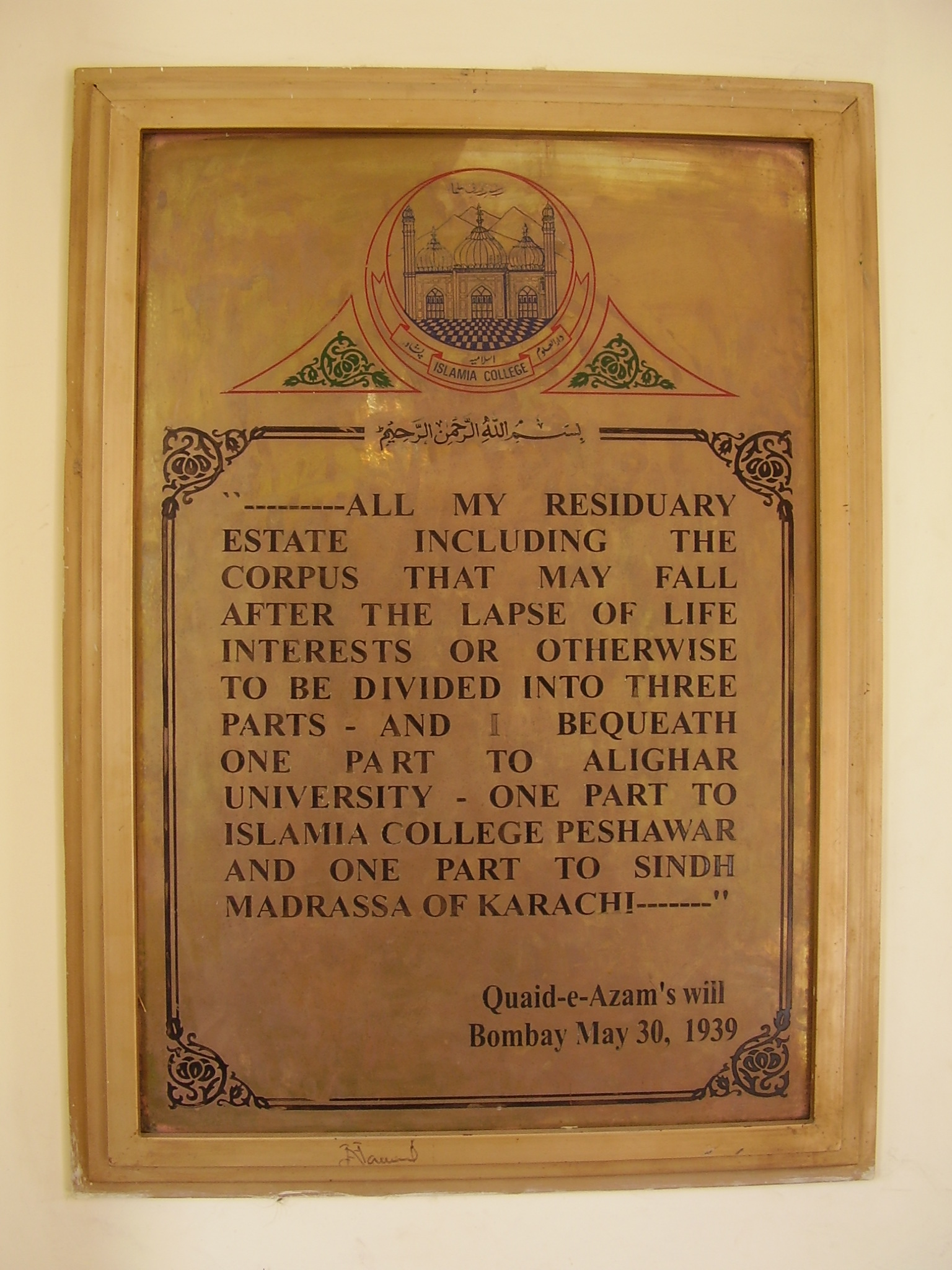
Menos del 8% de la población paquistaní puede hablar inglés como primera lengua. Sin embargo, más del 49% puede hablarlo como segundo idioma, lo que lo convierte en el tercer país con mayor número de hablantes de inglés en el mundo

El inglés paquistaní es el tipo de idioma inglés que se habla en Pakistán. Es reconocido como uno de los idiomas oficiales del país.

## Historia
Aunque el dominio británico en el sur de Asia duró casi doscientos años, las áreas que ahora son Pakistán fueron algunos de los últimos lugares en ser tomados por los británicos. Punjab (que incluía la provincia de Khyber Pakhtunkhwa) fue capturada en 1849, Sindh unos años antes; mientras que Baluchistán nunca fue totalmente tomado por los británicos. Esto significó que el inglés tuvo menos tiempo para convertirse en parte de la cultura local. Sin embargo, en 1947, cuando Pakistán se independizó, el inglés (junto con el urdu) se convirtió en el idioma oficial de Pakistán; esto se convirtió en ley en 1973.

## Uso en Pakistán
El inglés es uno de los idiomas oficiales de Pakistán. Todos los documentos gubernamentales, comunicaciones militares, señales de tráfico, muchos carteles de tiendas, contratos comerciales y otras actividades están en inglés. El idioma de los tribunales también es el inglés. El inglés se enseña a todos los estudiantes paquistaníes de nivel escolar y, en muchos casos, el inglés es también el idioma utilizado para enseñar a los estudiantes otras materias. A nivel universitario toda la instrucción es en inglés.  Pakistán tiene una gran prensa y (más recientemente) medios de comunicación en idioma inglés. Todos los principales diarios de Pakistán se publican o tienen una edición en inglés. Dawn News es un importante canal de noticias en inglés.

## Influencias
El inglés paquistaní está fuertemente influenciado por los idiomas de Pakistán, así como por el inglés de otras naciones. Muchas palabras o términos del urdu, como "cummerbund", han entrado en el idioma mundial y también se encuentran en Pakistán. Además, el área que ahora es Pakistán albergaba las guarniciones más grandes del ejército indio británico (como Rawalpindi y Peshawar) y esto, combinado con la influencia posterior a la partición del ejército de Pakistán, ha asegurado que muchos términos militares hayan entrado en el territorio.
El tipo de inglés que se enseña (y se prefiere) es el inglés británico. La fuerte influencia y penetración de la cultura estadounidense a través de la televisión, el cine y otros medios ha aportado grandes influencias del inglés estadounidense.

## Relación con el inglés indio
Ver también: inglés indio
El inglés paquistaní (PE) comparte muchas similitudes con el inglés indio , pero desde la partición de la India ha habido algunas diferencias muy obvias. Rahman sostiene que PE es una variedad de interferencia del inglés creada mediante el uso de características del urdu, punjabi, pashto, sindhi y otros idiomas hablados en Pakistán. Además, divide la educación física en inglés anglicanizado, que es muy similar al habla y la escritura de los hablantes de inglés estándar británico (BSE), la educación física acrolectal, que utilizan los paquistaníes educados en escuelas de nivel medio inglés, la educación física mesolectal, que utilizan los paquistaníes comunes, educados en urdu y basilect PE, que es utilizado por personas con poca educación formal, como guías y camareros. 
Varios estudiosos han observado palabras y expresiones de PE,  incluidos modismos únicos y expresiones coloquiales, así como acentos. Además, al igual que el inglés indio, el inglés paquistaní ha conservado muchas frases que ahora se consideran anticuadas en Gran Bretaña.